# 7861 Messenger
A 7861 Messenger (ideiglenes jelöléssel 1981 EK25) a Naprendszer kisbolygóövében található aszteroida. Schelte J. Bus fedezte fel 1981. március 2-án.